# Johnny Kastl
Johnny Kastl (...) è un attore statunitense.
Noto principalmente per il suo ruolo di Dr. Doug Murphy nella commedia medica Scrubs. Da allora ha fatto apparizioni cameo in diverse produzioni hollywoodiane e ha recitato in altre parti in televisione, interpretando, tra gli altri, il ruolo di Todd Jaracki in The Beast con Patrick Swayze.

## Primi anni di vita
Nato in Oklahoma e cresciuto in Texas, ha frequentato la Washington University, dove ha conseguito una doppia laurea, in biologia e recitazione. Ha recitato in numerose rappresentazioni ed è stato cofondatore e membro attivo del gruppo comico studentesco "The Kaktabulz."

## Carriera
Kastl ha avuto un ruolo ricorrente in Scrubs per 8 anni dal 2001 al 2009 interpretando il dottor Doug Murphy. Durante la quarta stagione della serie, a causa di un incidente sugli scii, si frattura entrambi i talloni. Per non eliminare il suo personaggio, il creatore Bill Lawrence ha pensato di far rompere entrambi i piedi anche al dottor Murphy poiché, come riportato dallo stesso Lawrence nell'intervista contenuta nel DVD commentato, "Abbiamo pensato che rompersi entrambi i piedi era una cosa molto da Doug ", e abbiamo deciso quindi di scriverlo nello show."
Ha recitato in The Beast  di Patrick Swayze nei panni dell'agente dell'FBI Todd Jaracki, amico di Ellis Dove (Travis Fimmel ).

## Vita privata
Prima di trasferirsi a Los Angeles, Johnny è stato impiegato come manager presso l'azienda Microsoft a Chicago, nell'Illinois.
È un appassionato giocatore di golf e ha vinto la competizione Big-Break All Star Challenge Scrubs in onda su The Golf Channel, battendo Robert Maschio ("The Todd ") nella partita finale.
Mentre frequentava la scuola di legge all'università dell'Iowa, ha lavorato come impiegato presso la procura degli Stati Uniti. Ora lavora come avvocato a Chicago, nell'Illinois.

## Filmografia parziale
- The Tempest (2001)
- Hulk (2003)
- Ball &amp; Chain (2004)
- War of the Worlds (2005)
- The Beast (2005)
- I Gotta Be Better Than Keanu (2007)
- Scrubs - Medici ai primi ferri (2001-2009)
- Cold Case - Delitti irrisolti - serie TV, episodio 4x08 (2007)

## Doppiatori italiani
- Marco De Risi in Scrubs - Medici ai primi ferri (st. 1-6, 8)
- Corrado Conforti in Scrubs - Medici ai primi ferri (st. 7)
- Loris Loddi in Cold Case - Delitti irrisolti